# Nocturn en do sostingut menor, op. post. (Chopin)

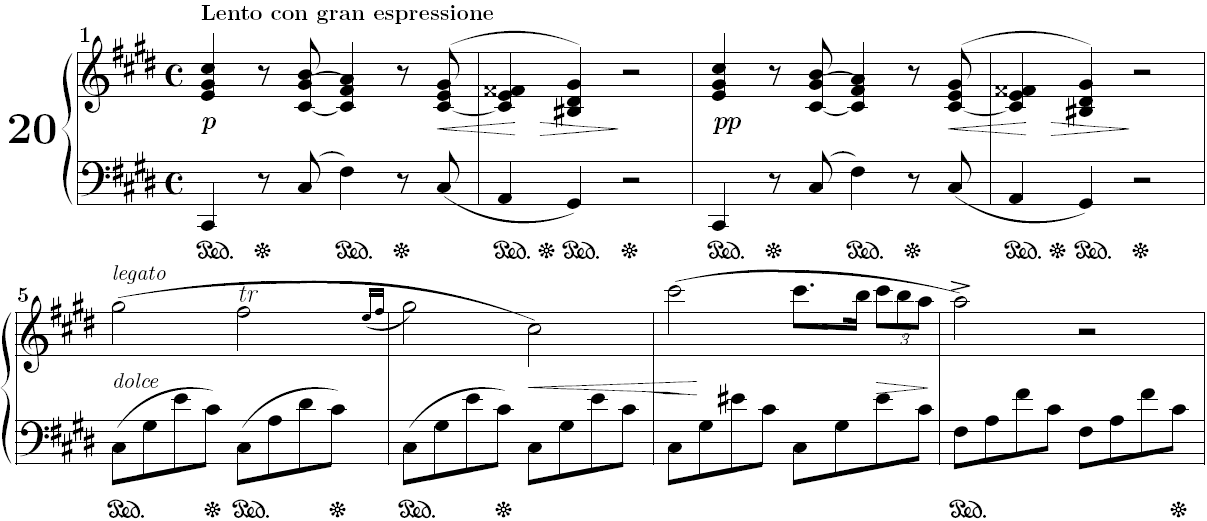
Inici del Nocturn en do sostingut menor.

El Nocturn en do sostingut menor, op. post., Nocturn núm. 20, KK IVa/16, CT. 127 (B. 49), també conegut com a Lento con gran espressione en do sostingut menor, és una obra per a piano sol de Frédéric Chopin. Va enviar aquesta obra a la seva germana gran, Ludwika, que el 1830 havia arribat a Viena, amb aquesta dedicatòria: "A la meva germana Ludwika perquè practiqui abans que toqui el meu segon Concert". No es va publicar fins a 26 anys després de la mort, el 1875. De vegades també se li dona el sobrenom de "Reminiscència". La peça es va fer famosa perquè fou interpretada per una supervivent de l'Holocaust, Natalia Karp, que en tocar-la davant Amon Goeth, comandant del camp de concentració nazi, aquest li va salvar la vida.
Entre les obres no publicades (op. post.) de Chopin, aquesta és una miniatura molt especial, una composició única dins la seva obra. És probable que l'hagués escrita poc després de l'arribada a Viena de la seva germana Ludwika, però abans de rebre la notícia de l'esclat de la Revolta polonesa del 1830, ja que sembla el producte d'un moment feliç. Combina un humor tendre amb accents humorístics i se cita obres pròpies, fet ben rar en Chopin. Va sortir a la llum el 1875, gràcies a Marceli Antoni Szulc, qui l'havia publicat amb Leitgeber a Poznań amb el nom d'Adagio. Posteriorment va rebre diversos títols. En la llista de composicions inèdites de Chopin, Ludwika la va descriure com un "lento, amb caràcter de nocturn" i va afegir la nota "me'ls han enviat des de Viena".
No s'ha de confondre amb l'anomenat Nocturne oubliée, també en do sostingut menor, a vegades catalogat com a núm. 22

## Estructura musical

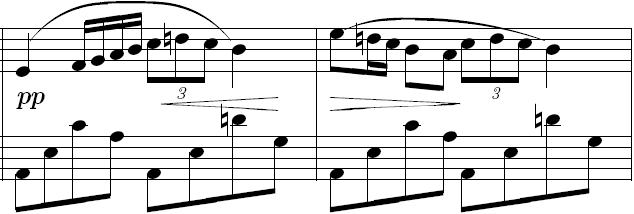
Tema de contrast de la primera secció

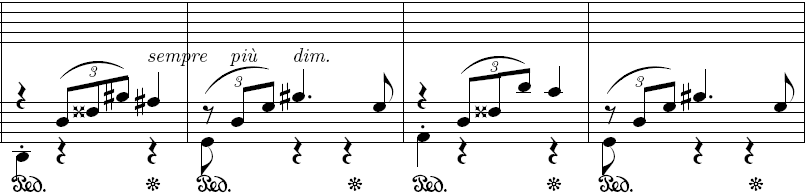
Tema de la secció central en compàs 3/4

El Nocturn comença amb la indicació de tempo Lento con gran espressione i està en compàs 4/4. Després d'una suau introducció, el tema principal comença en el compàs 5; la mà esquerra fa arpegis en tota la secció. El tema es transforma en un pianissimo delicadíssim en el compàs 21, abans de tornar al tema original en el compàs 47. Finalment, conclou amb una tercera picarda.
Hi ha diverses referències al seu Concert per a piano núm. 2 en fa menor que va ser compost en la mateixa època (1830):
- Els dos primers compassos del tema de la secció central (21 i 22), s'assemblen al tema principal del tercer moviment d'aquest Concert.
- Els següents compassos (23 i 24) s'assemblen a una part del segon tema del primer moviment.
- El passatge de la secció central, en 3/4 (compàs 33) s'assembla a la secció scherzando del tercer moviment (a partir del compàs 145) en què la mà esquerra i la dreta toquen amb una octava de diferència.

## En la cultura popular
Aquest nocturn apareix:
- A la pel·lícula de Roman Polanski, El pianista. Es toca dues vegades (les dues vegades de forma incompleta), al principi i al final de la pel·lícula, quan el protagonista Wladyslaw Szpilman està en l'estudi de gravació de la Ràdio de Varsòvia. La peça completa apareix a la banda sonora, interpretada per Janusz Olejniczak.
- A la sèrie Terminator: The Sarah Connor Chronicles, en l'episodi 7 de la Temporada 1. Cap al final de l'episodi, Cameron balla tot escoltant la peça.
- A The Karate Kid (2010), protagonitzada per Jackie Chan i Jaden Smith, hi ha una versió interpretada per violí.
- Al thriller d'acció The Peacemaker (1997), amb George Clooney i Nicole Kidman, on hi ha un terrorista que és professor de piano i interpreta Chopin.
- A la sèrie de televisió The Killing, al començament d'episodi 4 de la temporada 4.
- Al videojoc Dying Light, en una zona de quarantena.
- Alicia Keys, cantant de R&B/Soul i de formació clàssica, en fa referències a "As I Am (Intro)" del seu àlbum de 2007 As I Am.